# Ришбур, Гийом де Мелён
Франсуа-Филипп де Мелён (фр. François-Philippe de Melun; 1670—1735), маркиз де Ришбур, гранд Испании 1-го класса — испанский государственный и военный деятель.

## Биография
Пятый сын Франсуа-Филиппа де Мелёна, маркиза де Ришбура, и Марии-Терезы де Ганд-Вилен.
В 1700 году Карл II пожаловал его в рыцари ордена Золотого руна.
Полковник собственного драгунского полка, в 1704 году произведен в лагерные маршалы на службе Филиппа V.
Губернатор Галисии (1707), полковник валлонской гвардии (1726). Дослужился до генерал-лейтенанта.
В 1725—1735 годах был генерал-капитаном Каталонии.

## Семья
Жена: графиня Мари-Франсуа д'Юрсель (ум. 4.08.1720), дочь графа Франсуа д'Юрселя и Онорины Марии Доротеи ван Хорн де Босиньи
Дети:
- Анна-Франсуаза (1690 — после 10.1759), монахиня в аббатстве Ориньи (диоцез Лана), аббатиса в Нотр-Дам-де-Сезанн (Бри, 20.04.1707), затем в Сен-Пьер-де-Лионе (17.09.1738)
- Мари-Лидия-Альбертина (ок. 1625—13.12.1746, Лилль), маркиза де Ришбур, графиня де Боссар, гранд Испании 1-го класса. Замужем не была